# Боринка
Боринка (слч. Borinka) насељено је мјесто са административним статусом сеоске општине (слч. obec) у округу Малацки, у Братиславском крају, Словачка Република.

## Становништво
| Година:    | 1994. | 2004.    | 2014.    | 2024.    |
| ---------- | ----- | -------- | -------- | -------- |
| Број људи: | 426   | 512      | 732      | 904      |
| Разлика:   |       | +20,18 % | +42,96 % | +23,49 % |

| Година:    | 2023. | 2024.   |
| ---------- | ----- | ------- |
| Број људи: | 915   | 904     |
| Разлика:   |       | -1,20 % |

Према подацима о броју становника из 2024. године насеље је имало 904 становника.